# Српски „Праведници међу народима“
На листи Праведника међу народима из Србије наведени су они Срби којима је спомен-обележје Јад Вашем доделио титулу Праведника међу народима.

## Историја
Ова титула се даје појединцима који нису Јевреји који су ризиковали своје животе да спасу Јевреје од убистава под нацистичком влашћу током Другог светског рата.
Звање праведника међу народима добило је 139 или 128 Срба. У државама које су настале након распада Југославије, често долази до неслагања око националности спасилаца, што може резултирати неслагањем између различитих извора.

## Листа
Списак је поређан по абецедном реду презимена. Након имена следи и година одликовања. Правопис имена је заснован на писању у датом прегледу Јад Вашема, који користи само стандардна енглеска слова.
| 1. Андеселић, Марија - 1993. 2. Андеселић, Наталија - 1993. 3. Андеселић, Вера - 1993. 4. Аранђеловић, Чоаш, Вера - 1991. 5. Арсенијевић, Љубивоје - 2000. 6. Арсенијевић, Миље - 2000. 7. Арсенијевић, Вујка - 2000. 8. Баић, Клара - 2007. 9. Бенчевић, Антун - 1994. 10. Блендић, Ђорђе - 1992. 11. Блендић, Јован - 1992. 12. Блендић, Митра - 1992. 13. Блендић, Никола - 1992. 14. Блендић, Николица, - 1992. 15. Богићевић, Мијајло, - 2009. 16. Богићевић, Милица - 2009. 17. Бонџић, Боривоје - 1980. 18. Бонџић, Гроздана - 1980. 19. Бошњак, Никола - 2010. 20. Ботић, Радован - 1989. 21. Брадић, Јована - 1994. 22. Брадић, Сава - 1994. 23. Цвијовић, Мира - 1994. 24. Чанади, Марија-Маришка - 1995. 25. Дудаш, Ана - 1995. 26. Дудаш, Паљо - 1995. 27. Ђоновић, Радован - 1983. 28. Ђоновић, Роса - 1983. 29. Ђошевић, Адања, Дара - 1998. 30. Ђурковић, Александар - 1999. 31. Главашки, Јелена - 1987. 32. Глигоријевић, Милан - 1996. 33. Имери, Михаљић, Хајрија - 1991 34. Јакић, Ана - 2001. 35. Јаношевић, Катица - 1964. 36. Јовановић, Богдан - 1968. 37. Јовановић, Даница - 1993. 38. Јовановић, Десанка - 1968. 39. Јовановић, Душан - 2006. 40. Јовановић, Љубинка - 1967. 41. Јовановић, Милева - 1993 42. Јовановић, Милка - 1992. 43. Јовановић, Нада - 1968. 44. Јовановић, Немања - 1968. 45. Јовановић, Олга - 1993 46. Јовановић, Петар - 1993. 47. Јовановић, Станко - 1967. 48. Јовановић, Тихомир - 1992. 49. Кирец, Мирослав - 1990. 50. Кнежевић, Миленија - 1980. 51. Кнежевић, Слободан - 1980. 52. Костић, Босиљка - 1997. 53. Костић, Драгослав - 1997. 54. Костић, Љубомир - 1997. 55. Костић, супруга? - 1997. 56. Ковановић, Дивна - 1999. 57. Козарски, Данило, Бата - 1994. 58. Козарски, Јулијана - 1994. 59. Козарски, Олга - 1994. 60. Козарски, Стеван - 1994. 61. Кудлик, Бела - 1987. 62. Кудлик, Катарина - 1987. 63. Лепчевић, Милета - 1978. 64. Љубичић, Лазар - 1994. 65. Љубичић, Милосава, Мила - 1994. 66. Маћашовић, Ана - 1998. 67. Маћашовић, Иштван - 1998. 68. Мандушић, Љубица - 2007. 69. Маринковић, Ђорђе - 1996. 70. Маринковић, Станка - 1996. 71. Марковић, Левец, Мартина - 2000. 72. Миленковић, Љубо - 1999. 73. Миленковић, Светозар - 2002. 74. Миленковић, Видосава - 2002. 75. Милхарчић, Лујза - 1985. 76. Младеновић, Бисерка - 1999. 77. Младеновић, Владимир - 1999. 78. Николић, Раша - 1995. 79. Новаковић, Крста - 2003. 80. Панић, Ангелина - 1993 81. Панић, др Светозар - 1993 82. Пашчан, Надежда - 1994. 83. Пејић, Александар - 1986. 84. Пејић, др Мирко - 1986. 85. Пејић, Невенка - 1986. 86. Петровић, Александар - 2002. 87. Петровић, Коса - 2003. 88. Поповић, Ђорђе - 1999. 89. Поповић, Марија - 1999. 90. Поповић, Предраг - 2001. 91. Прица, Спасеније - 1991. 92. Протић, Мирослава - 2009. 93. Протић, Симеон - 2009. 94. Ранковић, Јелица - 2007. 95. Рашић, Хелена - 2006. 96. Рашић, Вељко - 2006. 97. Резнићи, Арслан - 2008. 98. Сагмајстер, Јулијана - 1988. 99. Сагмајстер, Ласло - 1988. 100. Стаменковић, Јеленко - 2005. 101. Стаменковић, Љубица - 2005. 102. Стефановић, Милутин - 1992. 103. Стефановић, Свјетличић, Милева - 1992. 104. Стојадиновић, др Милослав - 1966. 105. Стојадиновић, Зора - 2001. 106. Стојановић, Андреи - 2001. 107. Стојановић, Ђорђе - 2000. 108. Стојановић, Катарина - 2001. 109. Стојановић, Ранђел - 2009. 110. Стоковић, Драгутин - 1996. 111. Стоковић, Васовић, Радмила - 1996. 112. Стоковић, Живка - 1996. 113. Табаковић, др Павле - 1978. 114. Тодоровић, Круна - 1995. 115. Тодоровић, Мита - 1995. 116. Тодоровић, Радмила - 1995. 117. Тодоровић, Живојин - 1995. 118. Томић, Марија - 2009. 119. Тошић, Милорад - 1978. 120. Трајковић, Драгољуб - 2009. 121. Тумпеј, Андреј - 2001. 122. Васић, Предраг - 1994. 123. Вељковић, Цила - 1999. 124. Вељковић, Мирослав - 1999. 125. Вељковић, Злата - 1999. 126. Здравковић, Предраг - 1980. 127. Здравковић, Стана - 1980. 128. Жамбоки, Пал - 1995. |
| --- |